# Domenico Menozzi
Pour les articles homonymes, voir Menozzi.
Domenico Menozzi (1777 – 1841) est un peintre italien de la période Néoclassique.

## Biographie
Domenico Menozzi naît le 27 juillet 1777 à Reggio d'Émilie.
Il s'installe rapidement à Bergame, puis à  Milan en 1801, où il travaille pendant plus de trois décennies comme peintre paysagiste et décorateur, mais surtout comme concepteur de décors. À Reggio, il aurait peint pour la maison de Vincenzo Linari et l'avocat Bongiovanni.
Il meurt le 8 décembre 1841 à Milan.